# Kristopher Denton
Kristopher Denton (Humble, ...) è un giocatore di football americano statunitense, che gioca come quarterback per i Salzburg Ducks.
Dopo aver giocato per 2 diverse squadre di college è passato in Europa agli austriaci Salzburg Bulls, che sono poi confluiti nei Salzburg Ducks.